# 南郷大橋
南郷大橋（なんごうおおはし）は、富山県高岡市と射水市を結ぶ庄川に架かる主要地方道高岡小杉線の橋である（完成当時は県道高岡婦中線の橋であった）。
1973年（昭和48年）6月14日に現在の下り線の橋が竣工した。この時は2車線であったが、1999年（平成11年）11月22日には上り線が竣工し、4車線となった。北陸自動車道小杉インターチェンジと富山新港を結ぶ臨港線を結ぶ重要な路線であると同時に、高岡市や射水市の南部の地域の開発や都市化、広域化を進める役目を果たしている。
なお、当橋が完成したばかりの1973年（昭和48年）10月27日には、大門町（現・射水市）の当橋の建設にからむ汚職が発覚。同年12月10日には富山県高岡土木事務所に波及し、計14人が逮捕されている。

## 橋データ
- 左岸 - 富山県高岡市上伏間江
- 右岸 - 富山県射水市広上
- 橋の構造 - 合成鈑桁橋トラス橋[5]
- 橋長 - 424.4 m（上り）、421.2m（下り）[1]
- 幅員 - 11 m（上り）、8.9 m（下り）[1]